# Айшиш
Айшиш (устар. Ай-Шиш) — река в России, протекает по Нефтеюганскому району Ханты-Мансийского автономного округа — Югра. Устье реки находится в 69 км по левому берегу реки Пывъях. Длина реки составляет 12 км. Высота устья — 53 м над уровнем моря.

## Данные водного реестра
По данным государственного водного реестра России относится к Верхнеобскому бассейновому округу, водохозяйственный участок реки — Обь от города Нефтеюганск до впадения реки Иртыш, речной подбассейн реки — Обь ниже Ваха до впадения Иртыша. Речной бассейн реки — (Верхняя) Обь до впадения Иртыша.
Код объекта в государственном водном реестре — 13011100212115200050086.